# Star Wars: X-Wing Alliance
Star Wars: X-Wing Alliance ist das vierte Computerspiel für Windows aus der X-Wing-Reihe des Softwareverlags LucasArts. Es wurde von Totally Games entwickelt und wurde am 28. Februar 1999 veröffentlicht.
Es handelt sich um eine Weltraum-Flugsimulation, in der der Spieler die Kontrolle über verschiedene fiktive Raumschiffe aus dem Star-Wars-Universum übernimmt und aus Weltraumgefechten siegreich hervorgehen muss. Das Spiel ist im Einzelspielermodus in einzelne Missionen unterteilt, in denen der Spieler in teilweise aus den ersten drei Star-Wars-Filmen (Episode IV – VI) bekannte Szenerien hineinversetzt wird, etwa die Raumschlacht aus Die Rückkehr der Jedi-Ritter.

## Handlung & Spielinhalt
Der Spieler schlüpft in die Rolle von Ace Azzameen, einem im Weltraum tätigen Händler. Der eigentlich im Konflikt zwischen dem herrschenden Imperium und der Rebellenallianz neutral eingestellte Protagonist gerät durch die Schließung seines Betriebs in die Nähe der Rebellen und übernimmt im Verlauf des Spiels Aufträge für die Allianz, während er eine private Fehde mit einer einflussreichen Familie ausstehen muss. Der Handlungsverlauf wird dabei über Videos und besonders E-Mails, die die Spielerfigur erhält, dargestellt.
In den ersten Missionen gilt es lediglich, eine Fracht zu ihrem Zielort zu fliegen oder Erkundungsflüge zu machen; in späteren Missionen gibt es neben Angriffen auf Ziele und dem Begleitschutz anderer Schiffe auch Aufträge, Gefangene Personen mit einem Transport-Raumschiff von einem anderen Schiff zu befreien. Dem Spieler stehen dabei bis zu acht verschiedene Raumschiffe zur Verfügung, die sich in ihrer Bewaffnung, ihrem Fassungsvermögen und ihrem Flugverhalten unterscheiden. Der Spieler ist, wie bereits bei den Vorgängern, gefordert, die Energie seines Schiffes je nach Bedarf auf den Schild, die Bordwaffen oder die Triebwerke zu verteilen und damit hauszuhalten. Auch kann er Spezialmunition auffüllen, indem er Andockmanöver an dafür vorgesehenen Schiffen ausführt. In Gefechten ist es in bestimmte Schiffstypen möglich, das Navigieren dem Autopiloten zu überlassen und mit einer Bordkanone Feinde manuell anzuvisieren.
Neben diesen Spielmodi ist auch eine Datenbank im Spiel enthalten, in der sich der Spieler verschiedene Informationen zu den vorkommenden Raumschiffen nachlesen kann.

## Mehrspieler-Modus
Im Mehrspielermodus lassen sich ähnlich unterschiedliche Szenarien aussuchen, so können bis zu acht Spieler im lokalen Netzwerk oder über eine Online-Verbindung versuchen, ein Frachtschiff zu verteidigen, beziehungsweise es zu zerstören; daneben sind auch simple Jeder-gegen-jeden-Szenarien möglich. Die Spieler können aus vorgefertigten Szenarien wählen oder selber verschiedene Parameter wie Spieltyp und Bedingungen fürs Spielende einstellen. Ferner können Spieler untereinander Rennen austragen, bei denen Ringe in der richtigen Reihenfolge durchflogen werden müssen. In den Mehrspielermodi haben Spieler Zugriff auf eine größere Auswahl an Raumschiffen, die auch feindliche Modelle des Imperiums beinhaltet.
Während der Hochzeit des Flugsimulations-Genres war das Spiel ein sehr beliebtes Multiplayer-Spiel bei Online-Clans und wurde über die Online-Spieleplattform MSN Gaming Zone von Microsoft gehostet. Die Unterstützung für das Spiel wurde 2004 von Microsoft endgültig eingestellt. Viele der Online-Clans suchten danach eine alternative Online-Plattform für X-Wing Alliance. Diese wurde mit dem Errant-Venture-Projekt geschaffen, einer Multiplayer-Spielelobby, die neben X-Wing Alliance auch den Vorgänger X-Wing vs. TIE-Fighter unterstützte und von Mitgliedern eines Online-Clans selbst entwickelt wurde.
Die Mehrspielermodi werden noch heute von einigen Clans aktiv betrieben, zum Beispiel in Form eines Clanwar wie der Week of War bei Battlestats.com.

## Rezeption
X-Wing Alliance wurde von der Fachpresse positiv aufgenommen. Die Online-Datenbank GameRankings, die Testberichte sammelt und auswertet, berechnete eine Metawertung von 83,8 %. Im Vergleich zum Vorgänger wurden sichtbar die Texturen und Details der Schiffe verbessert. Die Einzelspielerkampagne böte eine komplexe Hintergrundgeschichte und gutes Missionsdesign. Die Begleitmusik passe sich ins Spielgeschehen ein und sorge für Atmosphäre.